# Figlio unico/Quanto amore
Figlio unico/Quanto amore è un singolo del cantante italiano Riccardo Del Turco, pubblicato nel 1966.
Ottenne un buon riscontro di vendite, raggiungendo la Top Ten dei più venduti in Italia.
Il brano Figlio unico è una cover di Trem das Onze scritta dal cantante brasiliano paulista Adoniran Barbosa, nome d'arte di João (Giovanni) Rubinato ed incisa nel 1964.

## Tracce
Lato A
1. Figlio unico (con il complesso Reber Rauser) – 3:18

 (João Rubinato, testo Italiano di: Riccardo Del Turco
Lato B
1. Quanto amore (con l'orchestra Enrico Polito) – 2:56